# Marina Florea
Marina Florea (n. 25 ianuarie 1962, București) este o cântăreață română de muzică ușoară. A urmat cursurile Școlii Populare de Artă (1980-1982) la clasa Mihaela Runceanu - Ionel Tudor. Debutează în 1982 la TVR în emisiunea "Album Duminical" cu piesa "Să nu te miri" compusă de George Grigoriu.
În 1983 participă la Festivalul Național de muzică ușoară de la Mamaia și câștigă trofeul la secțiunea Interpretare cu piesa "Marea mea iubire marea" compusă de George Grigoriu.
De-a lungul vremii obține premii la diferite festivaluri naționale și internaționale:
- Premiul I la Festivalul București '82;
- Premiul al-III-lea la Festivalul "Lotca de Aur" de la Brăila în 1982;
- Premiul Juriului la Festivalul Național de muzică ușoară Mamaia 1983, secțiunea Creație;
- Premiul al-III-lea la Concursul Internațional de muzică de la Praga în 1983[1];
- Uniunea Compozitorilor și Muzicologilor din România îi decernează în 1993, Premiul la categoria "Cea mai bună voce a anului";
- Melodiile prezentate de Marina Florea la diferite ediții ale Concursului de Televiziune "Șlagăre în devenire" dețin frumoase distincții.

Marina Florea participă la realizarea coloanelor sonore ale filmelor:
- "Omulețul" (1984, regia Ion Popescu-Gopo);
- "În fiecare zi mi-e dor de tine" (1988, regia Gheorghe Vitanidis);
- "Un studio caută o vedetă" (1989, regia Nicolae Corjos);
- "Atac în bibliotecă" (1991, regia Mircea Drăgan).

De asemenea, apare în spectacolele Teatrului de Revistă "Constantin Tănase" din București și susține programe muzicale-recital în nightcluburi precum: Melody Athenée Palace, Odobești, Internațional din Olimp.

## Piese din repertoriu
- "Nu vreau să te pierd iubire",
- "Un semn de dragoste",
- "Îmi plac desenele animate",
- "Tinerețe și dragoste",
- "A fost de-ajuns doar o privire",
- "Iubirea mea de-o viață-ntreagă",
- "Să cântăm, să dansăm, să visăm" (George Grigoriu);
- "Stele perechi" (Ionel Tudor);
- "Pământ" (Horia Moculescu);
- "O crizantemă" (Zsolt Kerestely);
- "Dans non-stop" (Silviu Hera);
- "Nu te pot uita" (Dragoș Docan);
- "Steaua iubirii" (Mihai Alexandru).

## Albume
- În fiecare zi mi-e dor de tine (1985)
- Marina Marina Marina (1986)
- Să iubim muzica (1987)
- Nu te pot uita (1996)
- Steaua iubirii (2001)